# Nationalpark Ba Bể
Koordinaten: 22° 24′ N, 105° 37′ O
Der Nationalpark Ba Bể (vietnamesisch Vườn quốc gia Ba Bể) liegt in der Provinz Bắc Kạn im bergigen Norden Vietnams. Das Schutzgebiet umfasst ein Gebiet von 10.048 ha. Die Landschaft des Nationalparks ist geprägt von ausgedehnten Waldflächen, Bergen, Steilhängen, tief eingeschnittenen Tälern, Flüssen, Kulturland sowie der Seenlandschaft Hồ Ba Bể, den einzigen natürlichen Bergseen in Vietnam.

## Geschichte
Der Nationalpark Ba Bể wurde 1992 gegründet und war zu diesem Zeitpunkt der achte Nationalpark in Vietnam.
Als ethnische Gruppen leben im Park Tày (62 %), Hmong (20 %), Dzao (5 %) und Nung (3 %). Die Vietnamesen (Kinh) siedelten sich erst kürzlich an und machen heute 10 % der Bevölkerung aus.

## Gliederung
Der Nationalpark hat eine Fläche von ca. 7510 Hektar und befindet sich ca. 250 Kilometer nördlich der vietnamesischen Hauptstadt Hanoi in der Provinz Bắc Kạn. Die Parkverwaltung setzt zahlreiche Projekte um, die sowohl die Schutzfunktion des Parks (Schutz der Wälder, Schaffung von Lebensraum für Wildtiere), als auch die wirtschaftliche Entwicklung der Region (Ökotourismus, Schaffung von Arbeitsplätzen in der Land- und Forstwirtschaft) beinhalten. Um diese nachhaltigen und langfristigen Ziele umzusetzen, wurden innerhalb der Grenzen des Nationalparks vier funktionale Zonen geschaffen, die jeweils eine unterschiedliche Intensität an Naturschutz- bzw. wirtschaftlicher Entwicklungsfunktion aufweisen (streng geschützte Zone, ökologische Rehabilitationszone, administrative Zone und die an den Park angrenzende Pufferzone). Die streng geschützte Zone umfasst ein Gebiet von 3662,2 ha und befindet sich im Westen des Parks um die Siedlung Nam Mẫu. Diese Zone fungiert als Rückzugsort für Wildtiere und ist vor menschlichem Einfluss (Landwirtschaft, Jagd) geschützt. Mit 4083,6 ha ist die ökologische Rehabilitationszone die flächengrößte. In dieser Zone liegt der Fokus auf der Wiederaufforstung der zuvor gerodeten Wälder. Viele Gebiete, die einfach zugänglich (d. h. nicht zu steil) sind, wurden durch menschliche Aktivität ausgebeutet. Intensive Jagd hat außerdem dazu geführt, dass in den 1960er Jahren lokal einige Arten ausgerottet wurden. Diese Zone hat damit nicht nur den die Regeneration der Wälder, aber auch der Waldfauna zum Zweck. Die administrative Zone (300,2 ha) beherbergt Wohngebiete, Verwaltungs- und Tourismusgebiete.

## Geographie
Namensgebend für den Nationalpark ist die Seenlandschaft Hồ Ba Bể, die umgeben von Kalksteinbergen in einer Karstdepression liegt. Der Nationalpark liegt zwischen 150 und 1098 Meter Seehöhe. Wie für Karstgebirge üblich gibt es eine Vielzahl von Höhlen, wobei die 300 Meter lange Puong Höhle (Động Puông) die größte ist. Der Ba Bể See wird südlich von den Flüssen Tá Hân, Nam Cường und Cho Leng gespeist und fließt nördlich in den Nang Fluss ab. Die Kernzone des Nationalparks ist mit dichtem tropischen Regenwald bedeckt und umfasst das Gebiet um die Siedlung Nam Mẫu sowie den angrenzenden Kommunen. Die schmalen Talböden sind größtenteils bewohnt und werden für den Nassreisanbau genutzt. Die landwirtschaftliche Nutzfläche im Nationalpark ist aufgrund des steilen Reliefs jedoch nur sehr eingeschränkt möglich. Während der Regenzeit führt der steigende Seespiegel zu Überflutungen der Anbauflächen. Die Pufferzone des Nationalparks umfasst das gesamte Gebiet um die Siedlungen Cao Thượng, Cao Trĩ, Khang Ninh, Quảng Khê, Hoàng Trĩ und Đồng Phúc. Die Landschaft in der Pufferzone ist sehr unterschiedlich zu jener in der Kernzone (direkt um die Seen). Die deutlich größeren Einzugsgebiete entwässern in weite Täler die zu einem Großteil mit Reisanbau landwirtschaftlich genutzt werden. Reisanbau wird vor allem in der Nähe von Fließgewässern betrieben, in größeren Höhen geht die landwirtschaftliche Nutzung in Felder sowie in Weiden über. Höher gelegene Gebiete werden zum Anbau von Mais, Maniok und Hochlandreis genutzt. Die höchstgelegenen Gebiete in den Bergen sind normalerweise dicht bewaldet.

## Flora und Fauna
Der Wald im Ba Bể Nationalpark wird in zwei Typen klassifiziert: Kalkwald und Regenwald. Der Kalkwald befindet sich auf den steilen, flachgründigen Böden der Kalkhänge und kommt weit verbreitet vor. Dieser Waldtyp besteht vorwiegend aus Burretiodendron hsienmu  und Streblus tonkinensis. Der Regenwald in den Niederungen tritt auf tiefgründigeren Böden auf und weist eine höhere Diversität auf und besitzt zudem einen reicheren Unterwuchs. Die Wälder im Nationalpark sind stark durch menschliche Eingriffe geprägt. Insgesamt wurden im Nationalpark 603 Gefäßpflanzen  in 137 Familien registriert. Von diesen befinden sich 10 Spezies auf der Roten Liste gefährdeter Arten für Vietnam. Der Nationalpark nimmt unter den Schutzgebieten in Vietnam zudem ein Alleinstellungsmerkmal hinsichtlich der Diversität in Süßwasserhabitaten auf. Dies kommt durch die Diversität der Süßwasserfische im See zum Ausdruck. Auf jeden Fall sind sowohl Flora als auch Fauna des Ba Bể Nationalparks nur unvollständig erforscht. Der Regenwald in dieser tropischen Karstlandschaft ist eines der wenigen Habitate in dem zwei stark gefährdete Affenarten vorkommen (Semnopithecus francoisi francoisi und Pygathrix avunculus). Zwei weitere stark gefährdete Arten sind der Fleckenroller (Chrotogale owstoni) und der Vietnamesische Salamander (Paramesotriton deloustali). Insgesamt wurden 354 Schmetterlingsarten, 43 Reptilien und Amphibien, 38 Säugetierarten, 27 Fledermausarten und 233 Vogelarten registriert.

## Tourismus
Die Entwicklung des Ökotourismus im Ba Bể Nationalpark folgt einem nachhaltigen, partizipativen Ansatz. Der Ausbau touristischer Infrastruktur, Wanderwege oder die Inwertsetzung von Sehenswürdigkeiten erfolgt in einem Ausmaß, das dem Schutzziel des Nationalparks gerecht wird. Angestellte im Nationalpark werden zudem in Fremdsprachen und der Führung von Touristen ausgebildet, sowie in der Führung von gastronomischen Betrieben und Beherbergungsbetrieben, die den verschiedenen Standards der Touristen gerecht werden. Dennoch ist der Tourismus im Ba Bể Nationalpark unterentwickelt, da eine Anreise mit öffentlichen Verkehrsmitteln schwierig ist und es nur wenige Unterkünfte gibt. Die meisten davon sind sehr einfache Gasthäuser, Hotels sind so gut wie keine vorhanden. Tourismus findet überwiegend über organisierte Touren statt, die über Reiseagenturen gebucht werden können. Neben dem See als bedeutendste Attraktion im Nationalpark (mit den Inseln Án Mã, Khẩu Cúm und Po Gia Mải), sind über Bootsausflüge und Wanderungen zahlreiche andere Naturschauspiele erreichbar. Die 30 Meter hohe und 300 Meter lange Puong Höhle (Động Puông) entlang des Năng Flusses ist ausschließlich per Boot erreichbar. In unmittelbarer Nähe zum See befinden sich auch der Dau Dang Wasserfall (Thác Đầu Đẳng) sowie der Fairy Pond, ein kleiner, sagenumwobener See in einer schmalen Senke. Die sehenswerten Siedlungen Pac Ngoi und Ban Cam, die direkt am See liegen, sind über Wanderwege erschlossen.

## Galerie

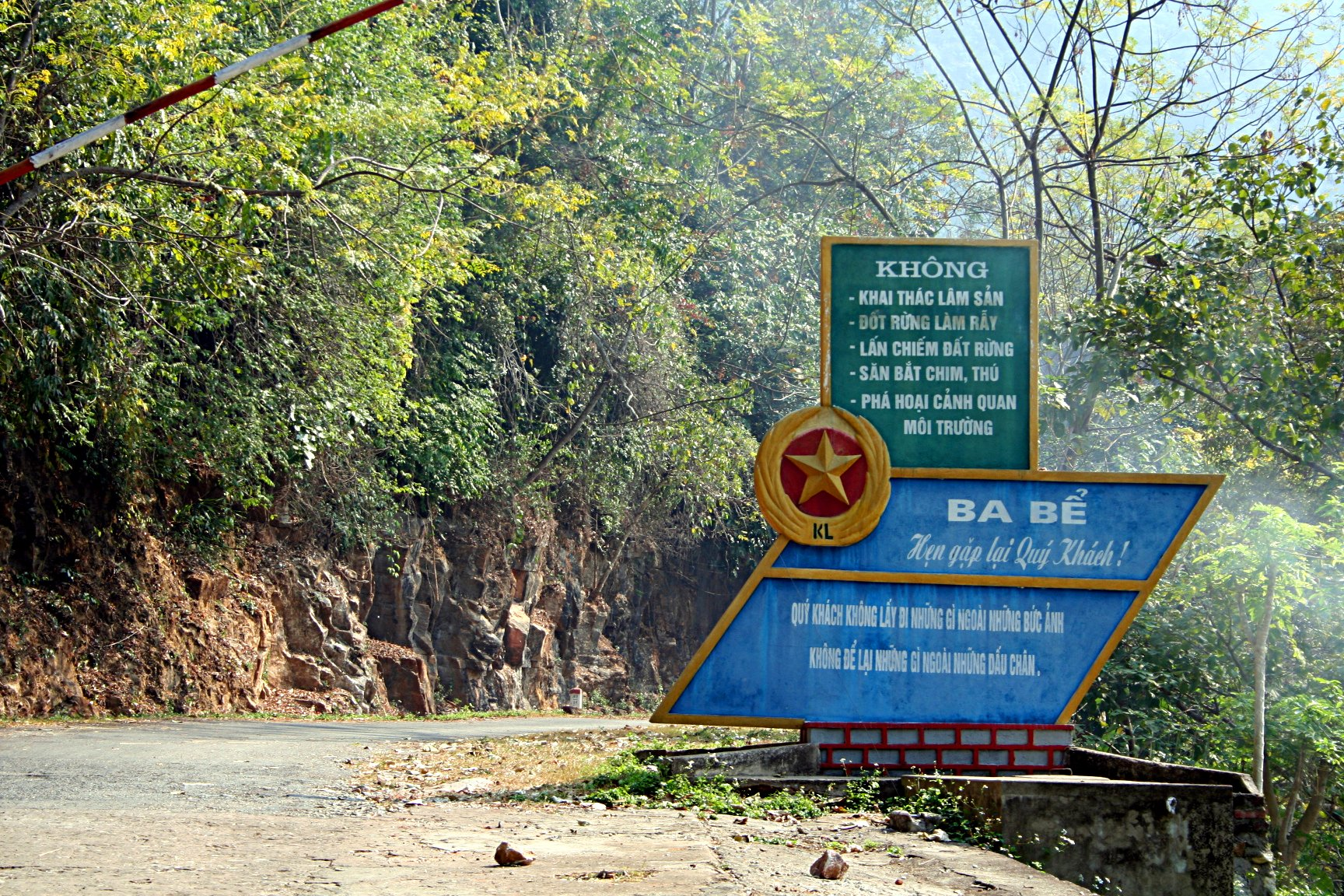
Hinweisschild am Zugang zum Ba Bể See
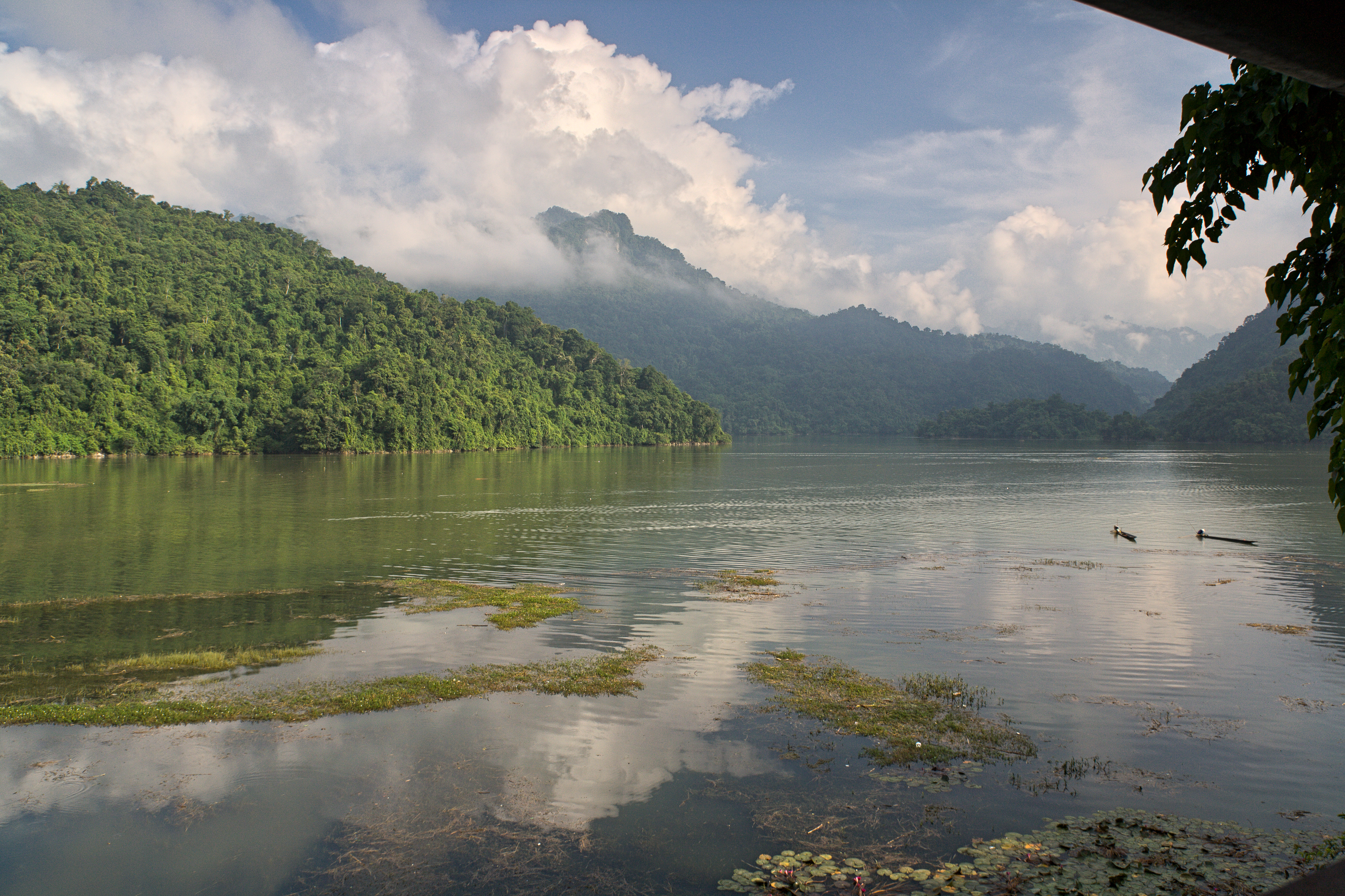
Ba Bể See
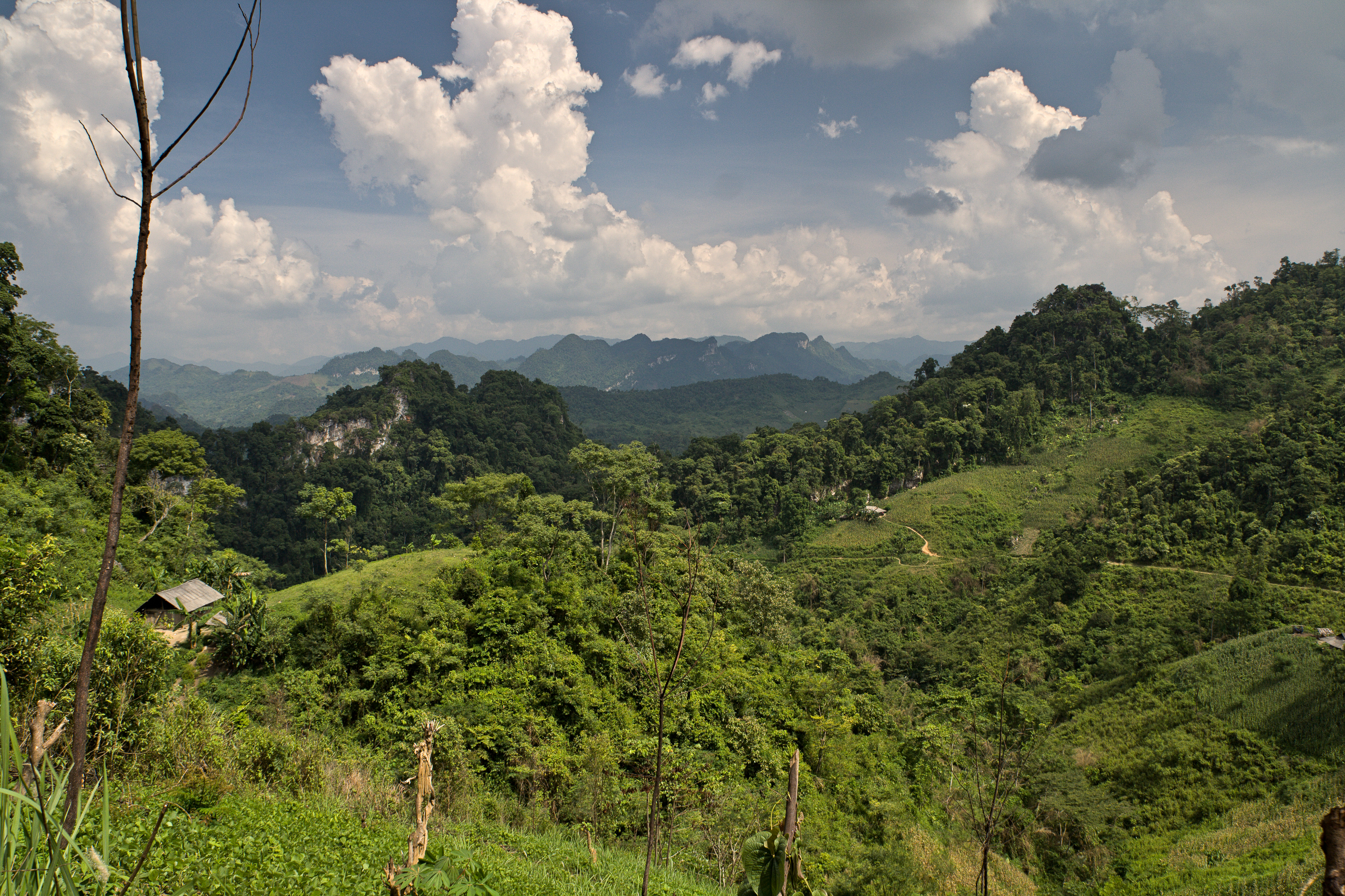
In den Bergen des Nationalparks
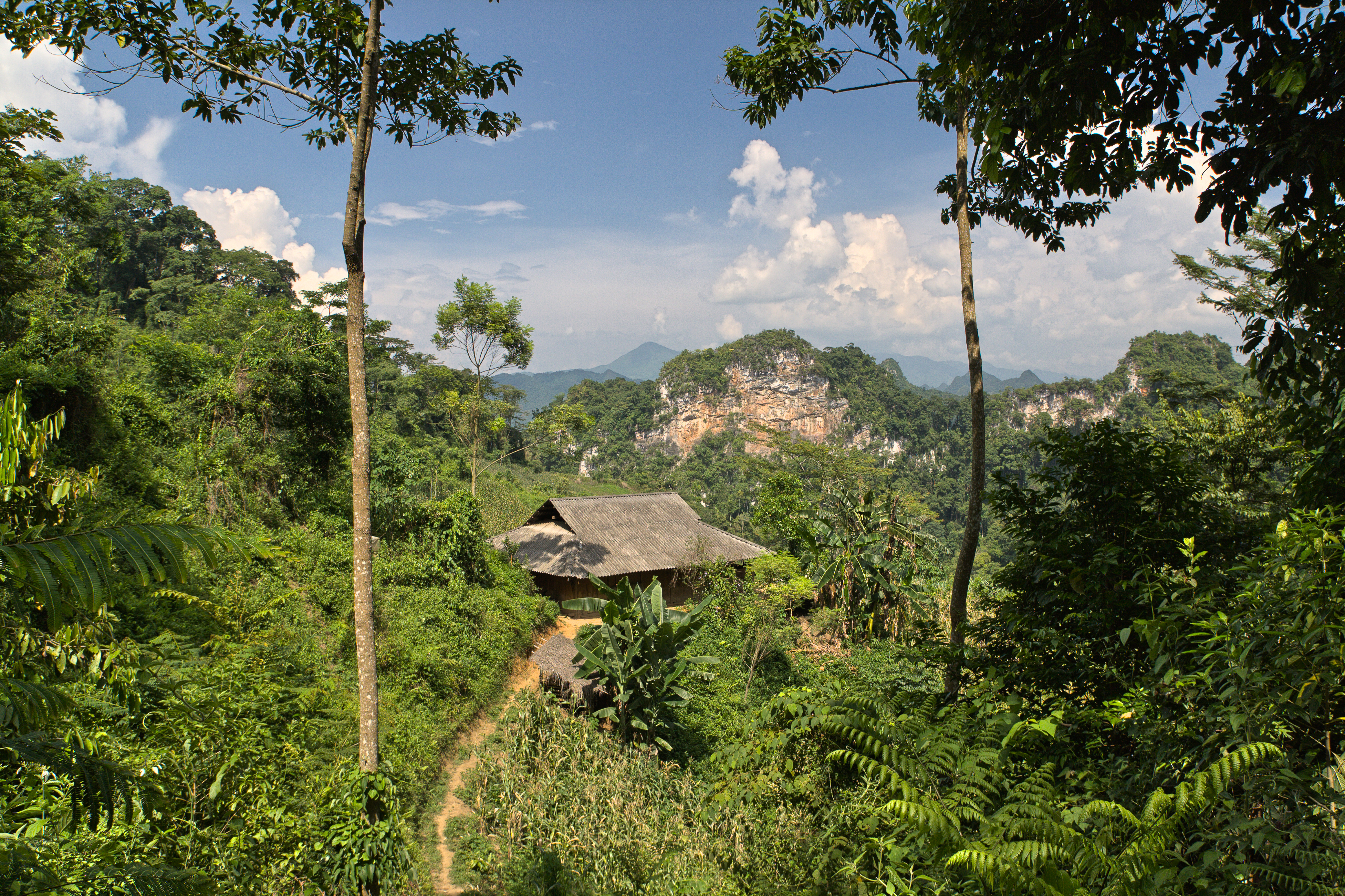
Wohnhaus in den Bergen
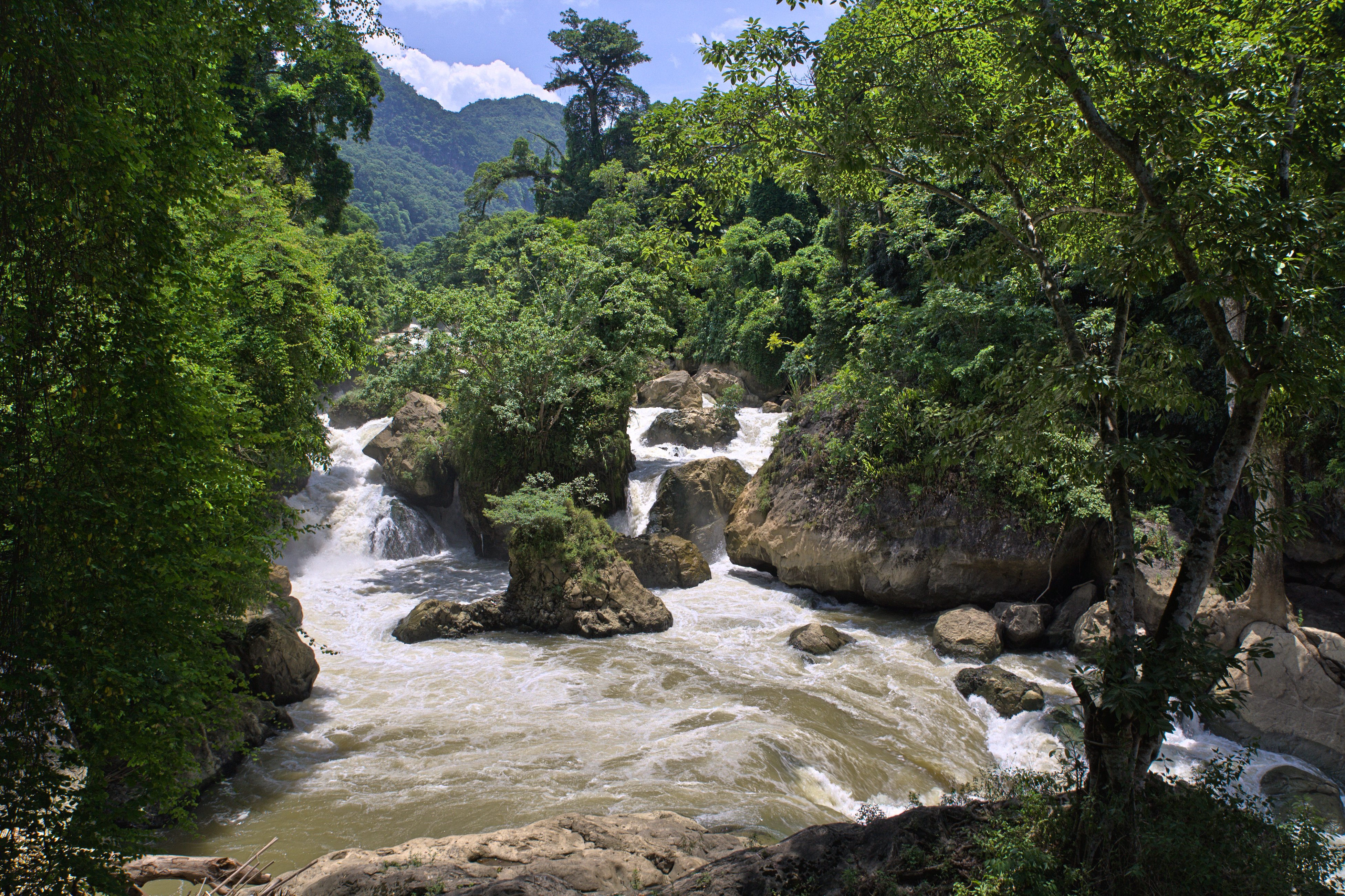
Đầu Đẳng Wasserfall
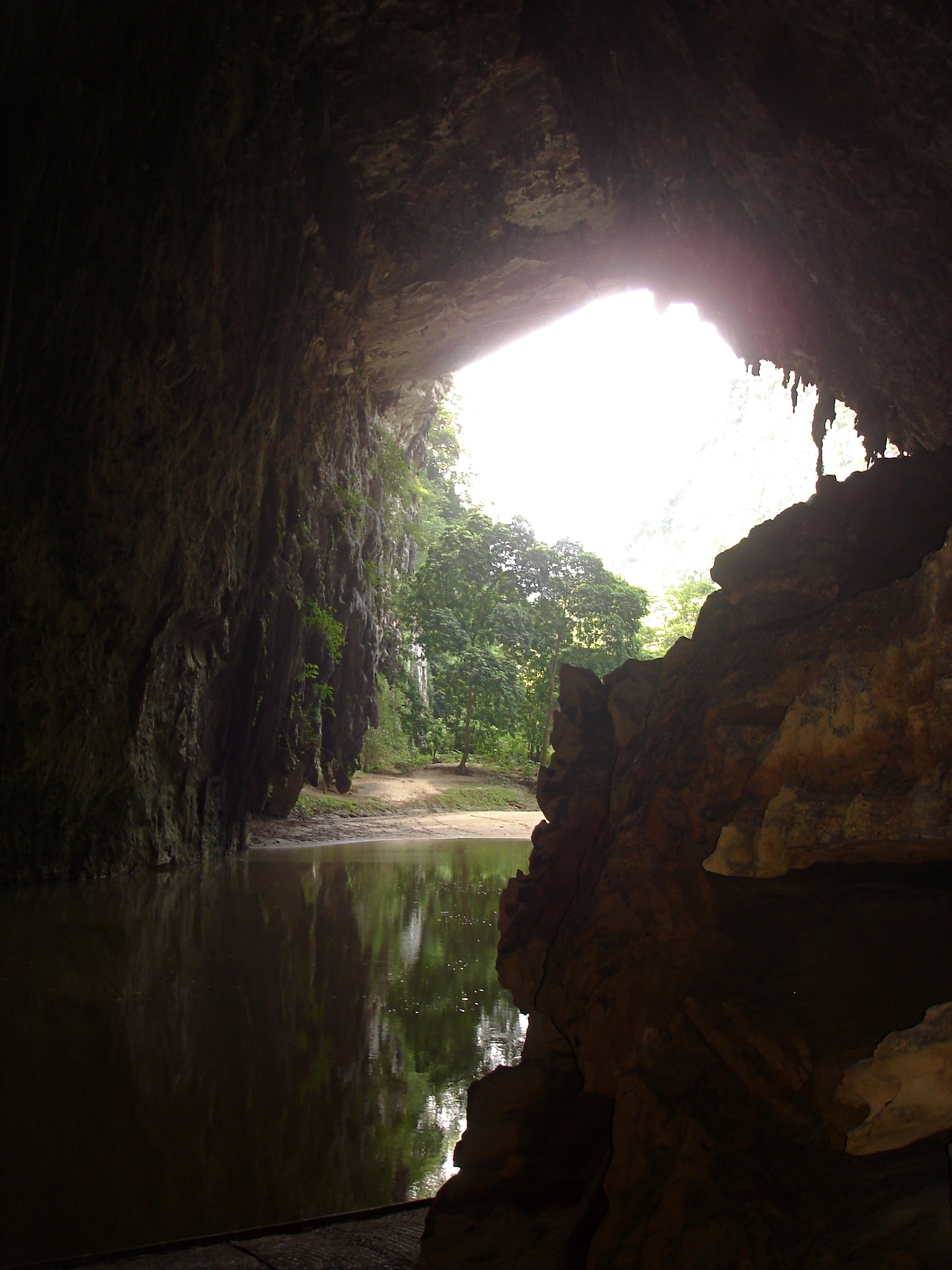
Động Puông Höhle